# Leucothyreus montanus
Leucothyreus montanus är en skalbaggsart som beskrevs av Fortuné Chalumeau 1985. Leucothyreus montanus ingår i släktet Leucothyreus och familjen Rutelidae. Inga underarter finns listade i Catalogue of Life.